# Joachim Reil
Joachim „Buzzi“ Reil (* 17. Mai 1955 in Garmisch-Partenkirchen) ist ein ehemaliger deutscher Eishockeyspieler, der im Verlauf seiner Karriere für den SC Riessersee, ECD Iserlohn, Mannheimer ERC und SB Rosenheim in der Bundesliga und Deutschen Eishockey Liga (DEL) aktiv war. Mit Riessersee und Rosenheim wurde der Verteidiger insgesamt dreimal Deutscher Meister. Mit der deutschen Nationalmannschaft nahm er an drei Olympischen Winterspielen und drei Weltmeisterschaften teil.

## Karriere
Mit dem Eishockeyspielen begann Joachim Reil schon als Kind, im Alter von zehn Jahren kam er zum SC Riessersee. Erstmals in die Bundesliga-Mannschaft berufen wurde er in der Saison 1974/75. Dort entwickelte er sich zu einem robusten Verteidiger, der meist zu den Spielern mit den meisten Strafminuten im Team gehörte. Mit seinem Heimatverein wurde er in der Saison 1977/78 und in der Spielzeit 1980/81 jeweils Deutscher Meister. Neben Ignaz Berndaner gilt er als einer der Garanten für die beiden Titel. Seine persönlich erfolgreichste Saison hatte er in der Spielzeit 1979/80, als er 32 Scorerpunkte erzielen konnte. In seinen neun Jahren beim SC Riessersee absolvierte er 384 Partien und erzielte 100 Tore.
Vor der Saison 1983/84 wechselte er zum ECD Iserlohn, für den er zwei Jahre lang aufs Eis ging. In der Spielzeit 1984/85 war er Kapitän des ECD. Ab 1985 spielte er für den Mannheimer ERC, mit dem er in der Saison 1986/87 Vizemeister wurde.
Ab der Saison 1987/88 spielte Reil für den SB Rosenheim und gewann mit diesem Team im darauffolgenden Jahr erneut die deutsche Meisterschaft. Der Mannschaft aus Rosenheim blieb er auch über den Rückzug in die 2. Bundesliga im Jahr 1992 und den direkten Wiederaufstieg treu. In der Saison 1995/96 beendete mit 41 Jahren seine Laufbahn.

### International
Joachim Reil wurde bereits als Jugendspieler des SC Riessersee etwa 20-mal in Nachwuchsnationalmannschaften des Deutschen Eishockey-Bundes berufen. Für die die A-Nationalmannschaft absolvierte er von 1976 bis 1988 insgesamt 97 Länderspiele, in denen er fünf Tore erzielte. Unter anderem wurde er zu den Olympischen Winterspielen 1980, 1984 und 1988, sowie den Eishockey-Weltmeisterschaften 1981, 1982 und 1987 nominiert.

## Erfolge und Auszeichnungen
- 1978 Deutscher Meister mit dem SC Riessersee
- 1981 Deutscher Meister mit dem SC Riessersee
- 1989 Deutscher Meister mit dem SB Rosenheim
- 1993 Meister der 2. Bundesliga und Aufstieg in die Bundesliga mit dem SB Rosenheim

## Karrierestatistik

### International
Vertrat Deutschland bei:
| - U19-Junioren-Europameisterschaft 1973 - Olympische Winterspiele 1980 - Weltmeisterschaft 1981 - Weltmeisterschaft 1982 | - Olympische Winterspiele 1984 - Canada Cup 1984 - Weltmeisterschaft 1987 - Olympische Winterspiele 1988 |

(Legende zur Spielerstatistik: Sp oder GP = absolvierte Spiele; T oder G = erzielte Tore; V oder A = erzielte Assists; Pkt oder Pts = erzielte Scorerpunkte; SM oder PIM = erhaltene Strafminuten; +/− = Plus/Minus-Bilanz; PP = erzielte Überzahltore; SH = erzielte Unterzahltore; GW = erzielte Siegtore; 1 Play-downs/Relegation; Kursiv: Statistik nicht vollständig)